# Forte de São Diogo (Espírito Santo)
O Forte de São Diogo localizava-se na ilha de Santo Antônio (hoje ilha de Vitória), na vila de Nossa Senhora da Vitória (hoje cidade da Vitória), no litoral do atual estado brasileiro do Espírito Santo.

## História
SOUZA (1885) cita uma referência do Governador da Capitania do Espírito Santo, Francisco Alberto Rubim (1812-1819) (Memória Estatística), a um Forte de São Diogo (op. cit., p. 100).
Outras fontes citam que a partir de 1820 foi instalada no Fortim do Carmo, ou Fortim de São Diogo, a Alfândega da cidade da Vitória.